# Mjöträsket (Degerfors socken, Västerbotten)
Mjöträsket är en sjö i Vindelns kommun i Västerbotten och ingår i Umeälvens huvudavrinningsområde. Sjön har en area på 0,744 kvadratkilometer och ligger 228,4 meter över havet. Sjön avvattnas av vattendraget Bergmyrlidbäcken.

## Delavrinningsområde
Mjöträsket ingår i det delavrinningsområde (714423-165510) som SMHI kallar för Utloppet av Mjöträsket. Medelhöjden är 261 meter över havet och ytan är 13,68 kvadratkilometer. Det finns inga avrinningsområden uppströms utan avrinningsområdet är högsta punkten. Bergmyrlidbäcken som avvattnar avrinningsområdet har biflödesordning 3, vilket innebär att vattnet flödar genom totalt 3 vattendrag innan det når havet efter 113 kilometer. Avrinningsområdet består mestadels av skog (86 procent). Avrinningsområdet har 0,87 kvadratkilometer vattenytor vilket ger det en sjöprocent på 6,4 procent.